# Rudolf Lutz

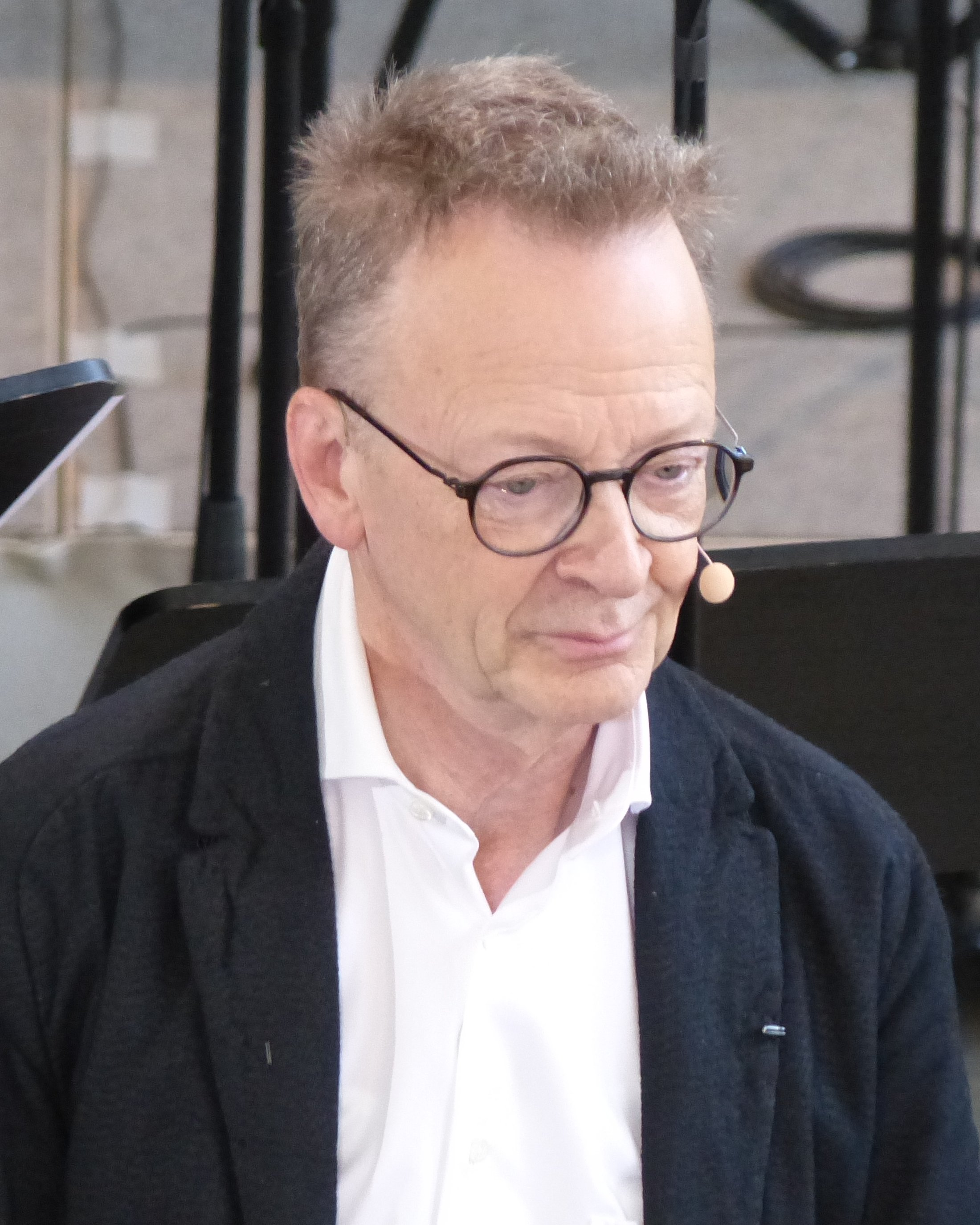
Rudolf Lutz (2024)

Rudolf Lutz (* 28. Juni 1951 in St. Gallen) ist ein Schweizer Organist, Cembalist, Chorleiter, Dirigent, Musikpädagoge und Komponist.

## Biografie
Rudolf Lutz erhielt seine musikalische Ausbildung am Konservatorium Winterthur und in Zürich sowie an der Musikakademie Wien. Er studierte Orgel bei Jean-Claude Zehnder und Anton Heiller, Klavier bei Christoph Lieske und Dirigieren bei Karl Österreicher.
Lutz war von 1973 bis 2013 Organist der evangelischen Kirche St. Laurenzen in St. Gallen. Zwischen 1993 und 2002 leitete er den Kammerchor Vocales Basilienses und von 1986 bis 2008 den Bach-Chor St. Gallen. Ab 1986 war er Leiter des St. Galler Kammerensembles.
Rudolf Lutz unterrichtete Improvisation für Tasteninstrumente an der Schola Cantorum Basiliensis und Generalbass an der Hochschule für Musik Basel. 2006 wurde er zum künstlerischen Leiter der J. S. Bach-Stiftung berufen. Im Hinblick auf die Gesamtaufführung von Bachs Vokalwerk hat er in deren Rahmen das Instrumental- und Vokalensemble Schola Seconda Pratica gegründet, welches seit 2011 unter dem Namen Chor und Orchester der J. S. Bach-Stiftung auftritt.
Als Experte für historische Improvisationspraxis hält Rudolf Lutz Seminare, gibt Konzerte und realisiert Aufnahmen für verschiedene CD-Labels sowie für Radio DRS und den Südwestrundfunk. Beim Yehudi-Menuhin-Festival in Gstaad improvisierte er auch mit George Gruntz und Daniel Schnyder.

## Auszeichnungen
- 2006: Kulturpreis des Kantons St. Gallen[3]
- 2015: Preis der Stiftung für Abendländische Ethik und Kultur[4]
- 2019: Schweizer Musikpreis[5]
- 2021: Ehrendoktor der Theologischen Fakultät der Universität Zürich, für «seine Verdienste um die Vermittlung von Musik und Wort in der Gesamtaufführung des Vokalwerks von Johann Sebastian Bach und in innovativen Werkeinführungen sowie seinen langjährigen Einsatz zur Vermittlung geistlicher Musik in der Schweiz und im Ausland. .... Durch seine intensive Auseinandersetzung mit der historischen Aufführungspraxis und seine breitgefächerte Konzerttätigkeit bringt er entscheidende künstlerische Impulse ein in die verschiedenen Chöre und instrumentalen Ensembles, die er dirigiert.»[6]

## Kompositionen (Auswahl)
- An English Christmas. (Englische Weihnachts-Musik.) Für Sopran, Mezzosopran, Alt, Tenor, Bass, Chor, Orgel, Harfe und Streicher. 2002.[7]
- Christmas at Ashmeadow. Porträt englischer und deutscher Weihnachtslieder. Für Violine und Klavier. 1996.[8]
- Der Lockruf Gottes. Gottesdienstliche Musik zum 500-Jahr-Jubiläum von Heinrich Bullinger. Für Tenor-Solo, gemischten Chor und Orgel. Uraufgeführt im Grossmünster Zürich 2004.[9]
- Gott gebe mir Gelassenheit. Für vierstimmig gemischten Chor a cappella. Müller & Schade, Bern.
- When Israel was in Egypt’s Land. Für Alt-Solo und vierstimmig gemischten Chor a cappella. Müller & Schade, Bern.
- «Nun jubelt all und singt.» Ansbach-Kantate. Libretto von Karl Graf. Uraufgeführt mit dem Ensemble Singer Pur unter der Leitung des Komponisten anlässlich der Bachwoche Ansbach 2011.[10]
- Schaffhauser Jubiläumskantate. Text von Karl Graf. Auftragswerk der Internationalen Bachgesellschaft Schaffhausen zum Jubiläum «25. Internationales Bachfest». Uraufführung am 31. Mai 2014.[11]
- Bach in Kirchheim. Weinkantate. Libretto von Karl Graf. Uraufführung am 10. Januar 2015 in Kirchheim an der Weinstraße. Auftragswerk des Kirchheimer Konzertwinters.[12]
- Lutherkantate. Libretto von Karl Graf. Auftragswerk. Uraufgeführt unter Mitwirkung von Miriam Feuersinger (Sopran), Markus Forster (Altus), Daniel Johannsen (Tenor), Matthias Helm (Bass), Orchester der J. S. Bach-Stiftung St. Gallen, unter der Leitung des Komponisten am 6. Mai 2017 auf der Wartburg.[13][14]
- Landsgemeindekantate. Choralkantate über das Lied «Alles Leben strömt aus dir», für Vokalensemble, Traversflöte, Oboe I+II, Corno, Fagott, Streicher und Basso continuo. Libretto von Karl Graf. Uraufführung am 27. April 2018 in Trogen.[15][16]
- Concerto für Streicher und Basso continuo (Allegro – Adagio – Allegro). UA: Kirche St. Peter, Zürich, 20. März 2022, mit dem Orchester der J. S. Bach-Stiftung, Leitung und Cembalo: Rudolf Lutz.[17]
- Concerto in Re per diversi strumenti, eine Hommage an J. S. Bach (2020).[18] Uraufführung am 16. Juni 2022 beim Internationalen Bachfest zu Leipzig mit dem Ensemble Camerata Bachiensis.[19]

## Diskografie

### Rudolf Lutz als Interpret und Improvisator
- Harpsichord vs. Piano. Rudolf Lutz, Cembalo und Larry Porter, Klavier. München 1990.[20]
- Heinrich Kaminski: Sämtliche Orgelwerke. Rudolf Lutz an der grossen Orgel der Stadtkirche Winterthur. Christophorus CHR 71115, Heidelberg 1992.
- In Dulci Jubilo – Festive and Christmas Music. Traditionals; Purcell, Bach, Guilmant und andere. Paul Plunkett, Trompete und Rudolf Lutz, Orgel. Guild GMCD 7103, Ramsen 1994.
- Salut d’Amour. Musik von Raff, Dvořák, Sibelius, Kreisler, Lutz und anderen. Andrzej Kowalski, Violine und Rudolf Lutz, Klavier. Guild GMCD 7125, Ramsen 1996.
- «Elias» – Biblische Sonate und «Le P’tit quinquin» im Stil von Bach, Mozart, Schumann, Verdi, Piazzolla, Scott Joplin und Appenzeller Volksmusik. Improvisationen. In: Live in Béthune. Aus Konzerten an der Felsberg-Orgel in der Église Saint-Vaast Béthune, Saisons 2001 und 2002.[21]
- Festliche Trompeten- und Orgelklänge zu St. Laurenzen. Werke von Viviani, Albinoni, Händel, Bach, Stanley und Mozart. Immanuel Richter, Trompete und Rudolf Lutz, Orgel. Gallus Media M511.10, St. Gallen 2005.
- Die Kunst der Orgelimprovisation – Die vier Jahreszeiten. Rudolf Lutz an der Chororgel im Kloster Engelberg. Organ Promotion OP 4007, Sulz am Neckar 2007.[22]
- Hiob und Faust – eine Begegnung. Orgel-Improvisationen und Einführung. Rudolf Lutz, Orgel; Michael Dömer und Hartmut Spieker, Sprecher. CD im Buch: Hartmut Spieker (Herausgeber): Hiob – Auseinandersetzungen mit einer biblischen Gestalt. Theologischer Verlag, Zürich 2008, ISBN 978-3-290-17477-4.
- Präludium und Fuge c-moll. An der Orgel der Klosterkirche Engelberg. In: Orgel-Improvisationen. Über Johann Sebastian Bachs Toccata und Fuge d-Moll. Organ Promotion OP 8004, Horb am Neckar 2009.[23]
- Leipziger Orgeln um Felix Mendelssohn. Werke von Bach, Mendelssohn, Schumann, Gade; Transkriptionen und Improvisationen. Rudolf Lutz und Martin Schmeding, Orgel. Genuin, GEN89152, Leipzig 2009.[24]
- Glauben bewegt und verbindet – eine musikalische Missionsreise. Rudolf Lutz an der Hauptorgel zu St. Laurenzen St. Gallen. CD. Mission 21, Basel 2008.[25][26]
- Zwiegespräche – Dialogues. Werke von Bach, Mozart, Fauré, Debussy, Langlais, Rudolf Lutz und anderen. Eva Amsler, Flöte, und Rudolf Lutz, Orgel. Ambitus 96815, Utting am Ammersee 1999.[27]
- Les trésors de Bellelay. Rudolf Lutz spielt und improvisiert an der Hauptorgel der ehemaligen Abteikirche Bellelay. Werke von Johann Pachelbel, Gaël Liardon und Rudolf Lutz. Orgelbau Kuhn, 2011.
- Lorenz Christoph Mizler: Lieder und Oden. Sibylla Rubens (Sopran), Klaus Mertens (Bass), Maya Amrein (Violoncello), Rudolf Lutz (Cembalo). cpo, 2013.
- Johann Sebastian Bach: Das Vokalwerk. Die monatlich stattfindenden Aufführungen werden, inklusive Werkeinführung und Reflexion, jeweils auf DVD dokumentiert. J. S. Bach-Stiftung / Gallus Media, St. Gallen, 2007 ff.
- J. S. Bach: Matthäus-Passion, BWV 244. Charles Daniels (Evangelist), Peter Harvey (Jesus), Joanne Lunn (Sopran), Margot Oitzinger (Alt), Charles Daniels (Tenor), Wolf Matthias Friedrich (Bass). Chor und Orchester der J. S. Bach-Stiftung. Rudolf Lutz (Leitung). J. S. Bach-Stiftung, St. Gallen 2014; Co-Produktion mit Radio SRF 2 Kultur.
- J. S. Bach: h-Moll-Messe, BWV 232. Julia Doyle (Sopran), Alex Potter (Altus), Daniel Johannsen (Tenor), Klaus Mertens (Bass); Chor und Orchester der J. S. Bach-Stiftung, Leitung Rudolf Lutz. Gallus-Media, 2017.
- Christoph Graupner: Solo- und Dialog-Kantaten: Jesus ist und bleibt mein Leben GWV 1107/12; Gott ist für uns gestorben GWV 1152/16; Siehe, selig ist der Mensch, den Gott strafet GWV 1162/09; Diese Zeit ist ein Spiel der Eitelkeit GWV 1165/09; Süßes Ende aller Schmerzen GWV 1166/20. Mit Marie-Luise Werneburg (Sopran), Dominik Wörner (Bass), Kirchheimer BachConsort unter der Leitung von Rudolf Lutz. cpo, 2018.

### Rudolf Lutz als Komponist
- Chaconne. Bach; Transkriptionen von Brahms, Busoni und Lutz. Amandine Beyer, Violine und Edna Stern, Klavier. Zig Zag Territories ZZT050601, Paris 2005.
- Landsgemeindekantate «Alles Leben strömt aus dir» (2018). Aufführung mit Monika Mauch (Sopran), Elvira Bill (Alt), Bernhard Berchtold (Tenor), Markus Volpert (Bass), Chor und Orchester der J. S. Bach-Stiftung, Leitung Rudolf Lutz, als Video frei zugänglich auf der Bachipedia-Website der J. S. Bach-Stiftung.[15]

## Buch-Publikationen (Auswahl)
- Wege zur Annäherung an den Bedeutungsgehalt einer Kantate von J. S. Bach – Improvisatorisch-kompositorische Ansätze. In: Improvisatorische Praxis vom Mittelalter bis zum 18. Jahrhundert (= Basler Jahrbuch für historische Aufführungspraxis. 2007, Band 31). Amadeus, Winterthur 2009, ISBN 978-3-905786-07-1, S. 185–215.[28]

## Herausgeberschaft (Musikalien)
- Gaël Liardon (1973–2018): Chorals pour Orgue – Choralbearbeitungen für Orgel. CD 3091, Edition Cantate Domino, Fleurier 2006.[29][30]
- Remigio Nussio (1919–2000): Musica per organo I – Pezzi sacri.  (Orgelmusik I – Geistliche Stücke.) Müller & Schade, Bern, ISMN M-50023-389-3.
- Remigio Nussio: Musica per organo II – Momenti della vita.  (Orgelmusik II – Momente des Lebens.). Müller & Schade, Bern, ISMN M-50023-120-2.

## Film
- Judith Hardegger: Mit Bach von Leipzig nach Trogen. Unterwegs mit Rudolf Lutz. TV-Dokumentation. Sternstunde Religion von SF DRS, am 18. Dezember 2011.